# Eurovision Young Musicians 1998
Der 9. Eurovision Young Musicians (EYM) fand 1998 im Wiener Konzerthaus statt. Sieger des Wettbewerbs wurde die österreichische Geigerin Lidia Baich.

## Teilnehmer

Länder, die 1998 teilgenommen haben
Länder, die bereits im Halbfinale ausgeschieden sind
Länder, die in der Vergangenheit teilgenommen haben, jedoch nicht 1998

Die Teilnehmerzahl sank erneut gegenüber dem Vorjahr. Zwar gab die Slowakei ihr Debüt und Kroatien und Schweden kehrten zum Wettbewerb zurück, jedoch zogen sich Belgien, Frankreich und Russland vom Wettbewerb zurück. 

### Zurückkehrende Teilnehmer
Mit Lidia Baich kehrte die Zweitplatzierte des vergangenen Eurovision Young Musicians zum Wettbewerb zurück.
| Land       | Interpret   | Bisherige Teilnahmen |
| ---------- | ----------- | -------------------- |
| Österreich | Lidia Baich | 1996                 |

## Format
Jedes Land schickt einen Musiker, welcher nicht älter als 19 Jahre ist, zum Wettbewerb. Dieser spielt dann ein Instrument und stellt mit diesem ein Stück vor. Da die Anzahl der Teilnehmer den Zeitrahmen für ein Finale sprengen würde, gab es ein Halbfinale. So entschied eine professionelle Jury am Ende lediglich acht Länder, die im Finale auftreten werden. Die Jury entscheidet daraufhin ebenfalls die ersten drei Plätze dort. Folgende Juroren saßen 1998 in der Jury:
- Yehudi Menuhin (Vorsitzender)
- Vadmin Brodski
- Gérad Caussé
- Friedrich Doligal
- Jack Martin Händler
- Nana Yashvili
- Eric Kushner
- Alexei Ljubimow

## Halbfinale
Folgende Länder schieden im Halbfinale aus. Welche Stücke die Teilnehmer gespielt haben, ist nicht bekannt.
| Land         | Interpret             | Instrument |
| ------------ | --------------------- | ---------- |
| Deutschland  | Korbinian Altenberger | Violine    |
| Estland      | Hando Nahkur          | Klavier    |
| Griechenland | unbekannt             | unbekannt  |
| Irland       | Cora Venus Lunny      | Violine    |
| Norwegen     | Kristian Lindberg     | Klavier    |
| Polen        | unbekannt             | unbekannt  |
| Portugal     | unbekannt             | unbekannt  |
| Schweiz      | Francesco Piemontesi  | Klavier    |
| Spanien      | Leticia Muñoz Moreno  | Violine    |
| Zypern       | Nikólasz Melísz       | Klavier    |

## Finale
Das Finale fand am 4. Juni 1998 statt. Es traten acht Länder an, wobei nur die ersten drei Plätze bekannt gegeben wurden.
| Platz | Startnr. | Land                   | Interpret        | Instrument | Stück                                                                     |
| ----- | -------- | ---------------------- | ---------------- | ---------- | ------------------------------------------------------------------------- |
| 1.    | 6        | Österreich             | Lidia Baich      | Violine    | Violin Concerto no. 5, 1st Mov. von Henri Vieuxtemps                      |
| 2.    | 7        | Kroatien               | Monika Leskovar  | Cello      | Concerto for Violoncello and Orchestra, adagio von Edward Elgar           |
| 3.    | 1        | Vereinigtes Königreich | Adrian Spillett  | Percussion | Concerto for Percussion and Orchestra, mov. 3 von Joseph Schwantner       |
| –     | 2        | Finnland               | Kalle Toivio     | Klavier    | Concerto for Piano and Orchestra, no. 2, 1st Mov. von Sergei Prokofiev    |
| –     | 3        | Lettland               | Lauma Skride     | Klavier    | Concerto for Piano and Orchestra, no. 2, 3rd Mov. von Camille Saint-Saëns |
| –     | 4        | Slowenien              | Borut Zagoranski | Akkordeon  | Concierto para bandoneon presto von Astor Piazzolla                       |
| –     | 5        | Slowakei               | Michal Stahel    | Cello      | Concerto for Violoncello and Orchestra, adagio von Edward Elgar           |
| –     | 8        | Schweden               | David Sjögren    | Violine    | Violin Concerto 3rd Mov. von Peter Tchaikovsky                            |

## Übertragung
Folgende Fernsehstationen übertrugen den Wettbewerb:
| Land                      | Sender              |
| Teilnehmende Länder       | Teilnehmende Länder |
| ------------------------- | ------------------- |
| Deutschland               | 3sat                |
| Estland                   | ETV                 |
| Finnland                  | Yle TV1             |
| Frankreich                | France 3            |
| Griechenland              | ERT                 |
| Irland                    | RTÉ                 |
| Lettland                  | LTV                 |
| Norwegen                  | NRK                 |
| Österreich                | ORF                 |
| Polen                     | TVP2                |
| Schweden                  | SVT                 |
| Schweiz                   | SF2                 |
| Slowakei                  | STV                 |
| Slowenien                 | RTV SLO             |
| Spanien                   | TVE                 |
| Vereinigtes Königreich    | BBC                 |
| Zypern                    | CyBC                |
| Nicht teilnehmende Länder |                     |
| Belgien                   | La Deux             |